# Заолешенка
Заолешенка — село (до 2024 года — слобода) в Суджанском районе Курской области. Административный центр Заолешенского сельсовета. Была оккупирована ВСУ 18 августа 2024 года. Освобождена ВС РФ 15 марта 2025 года 

## География
Слобода находится на реке Олешня в бассейне Суджи, в 7,5 км от российско-украинской границы, в 88 км к юго-западу от Курска, в 1,5 км к северо-западу от районного центра — города Суджа.
Улицы
В слободе улицы: 1 Мая, 8 Марта, Алексея Бутенко, Верхняя Набережная, Гай, Забродок, Колхозная, Нижняя Набережная, Новоселовка, Октябрьская, Сад, Садовая, Учхоз, Школьная.
Климат
Заолешенка, как и весь район, расположена в поясе умеренно континентального климата с тёплым летом и относительно тёплой зимой (Dfb в классификации Кёппена).
| Показатель | Янв. | Фев. | Март | Апр. | Май  | Июнь | Июль | Авг. | Сен. | Окт. | Нояб. | Дек. | Год  |
| --- | ---- | ---- | ---- | ---- | ---- | ---- | ---- | ---- | ---- | ---- | ----- | ---- | ---- |
| Средний суточный максимум, °C | −3,5 | −2,3 | 3,8  | 13,6 | 19,9 | 23,2 | 25,6 | 25,1 | 18,7 | 11,1 | 3,9   | −0,7 | 11,5 |
| Средняя температура, °C | −5,6 | −5   | 0    | 8,7  | 15,2 | 18,8 | 21,2 | 20,4 | 14,5 | 7,7  | 1,7   | −2,6 | 7,9  |
| Средний суточный минимум, °C | −8   | −8,2 | −4,1 | 3,2  | 9,5  | 13,4 | 16,1 | 15,2 | 10,1 | 4,3  | −0,6  | −4,8 | 3,8  |
| Норма осадков, мм | 50   | 43   | 48   | 49   | 62   | 68   | 73   | 51   | 55   | 55   | 46    | 48   | 648  |
| Источник: Погода по месяцам c ru.climate-data.org(дата обращения: Июль 2021). ru.climate-data.org. Дата обращения: 13 августа 2024. |      |      |      |      |      |      |      |      |      |      |       |      |      |

## Население
| 2002 | 2010  |
| ---- | ----- |
| 2808 | ↘2679 |

## Инфраструктура
Личное подсобное хозяйство. Средняя Школа. Детский сад. Администрация сельсовета. В селе 1047 домов.

## Транспорт

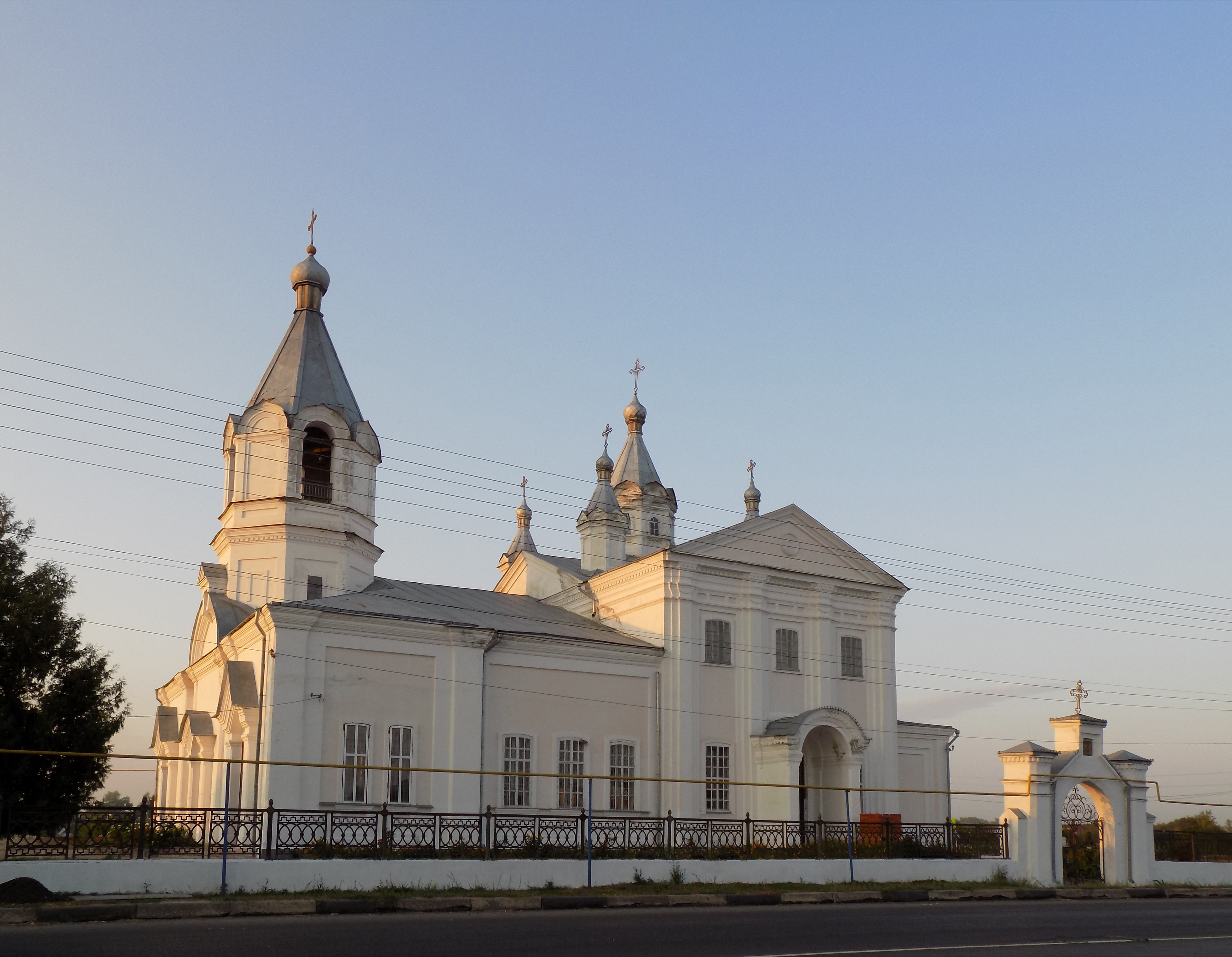
Ильинская церковь в Заолешенке

Заолешенка находится на автодорогах регионального значения: 38К-004 (Дьяконово — Суджа — граница с Украиной), 38К-030 (Рыльск — Коренево — Суджа) и 38К-024 (Льгов — Суджа), в 0,5 км от автодороги межмуниципального значения 38Н-609 (Суджа — Гуево — Горналь — граница с Украиной), на автодороге 38Н-095 (38К-004 — Рубанщина — 38К-004), в 3 км от автодороги 38Н-085 (38К-004 — Гоголевка — 38Н-095), в 3,5 км от ближайшей ж/д станции Суджа (линия Льгов I — Подкосылев). Остановка общественного транспорта.
В 113 км от аэропорта имени В. Г. Шухова (недалеко от Белгорода).

## Достопримечательности
- Церковь Илии Пророка (1875)[9]